# Duke of Northumberland’s River
Der Duke of Northumberland’s River ist ein Wasserlauf in Greater London, England. Er wird an der nordwestlichen Ecke des Flughafens Heathrow bei Longford vom River Colne getrennt. Er fließt parallel zum Longford River im Westen und Süden des Flughafens. Während der Longford River bei Feltham jedoch nach Südosten abzweigt, setzt der Duke of Northumberland’s River seinen Lauf in östlicher Richtung fort. Er mündet westlich des Hunslow Heath in den River Crane (51° 27′ 35″ N, 0° 24′ 5″ W). In Twickenham trennt sich der Duke of Northumberland’s River dann wieder vom River Crane (51° 26′ 50″ N, 0° 20′ 50″ W) und fließt zunächst in nördlicher Richtung westlich des Twickenham Stadium. In Isleworth wendet sich der Lauf in einem 90 Grad Winkel nach Osten, um dann am Isleworth Ait in die Themse zu münden.